# RKSV Centro Dominguito
Maillots
Le RKSV Centro Dominguito, plus communément appelée le Centro Dominguito, est un club de football basé à Willemstad dans l'île de Curaçao.

## Palmarès
- Championnat de Curaçao (6) :
  - Champion : 1987, 2012, 2013, 2015, 2016 et 2017.
  - Vice-champion : 1988 et 1995-96.

- Championnat des Antilles néerlandaises :
  - Vice-champion : 1987 et 1995-96.

- Championnat de Curaçao de football D2 (5) :
  - Champion : 1966-67, 1969-70, 1979, 1981 et 1983.